# Berthold Schmidt (Prähistoriker)
Berthold Schmidt (* 10. Oktober 1924 in Gera; † 5. Oktober 2014 in Halle (Saale)) war ein deutscher Prähistoriker.

## Leben
Berthold Schmidt besuchte die Volksschule in seiner Heimatstadt Gera und anschließend das Realgymnasium in Danzig. 1942 wurde er zum Kriegsdienst in die Wehrmacht eingezogen. Mit dem Ende des Zweiten Weltkriegs geriet er in amerikanische Gefangenschaft, aus der er 1946 wieder entlassen wurde. 1947 begann Schmidt ein Studium der Geschichte, Vorgeschichte, Kunstgeschichte und Germanistik an der Universität Jena. 1949 wechselte er an die Martin-Luther-Universität Halle-Wittenberg, wo er diese Fächer weiter studierte. 1951 erlangte er das Staatsexamen. Anschließend war er bis 1953 als wissenschaftlicher Assistent an der Martin-Luther-Universität tätig und war als solcher an der Leitung der archäologischen Großgrabung in Wahlitz beteiligt. 1953 wurde er wissenschaftlicher Assistent am Landesmuseum für Vorgeschichte in Halle. 1955 promovierte Schmidt zum Thema Die späte Völkerwanderungszeit in Mitteldeutschland. 1960 wurde er Oberassistent am Museum und 1964 Kustos. Schmidt war auch als Bezirkspfleger tätig und leitete zwischen 1972 und 1981 die Abteilung Bodendenkmalpflege am Landesmuseum in Halle. Zwischen 1980 und 1988 war er stellvertretender Direktor des Museums. Schmidt war außerdem ab 1977 für etwa 15 Jahre im Rahmen eines Fachschulfernstudiums an der Ausbildung von Grabungstechnikern beteiligt. Zwischen 1971 und 1987 war er Redaktionsmitglied der Zeitschrift Ausgrabungen und Funde und zwischen 1982 und 1988 der Jahresschrift für mitteldeutsche Vorgeschichte.
Schmidts Forschungsschwerpunkt lag auf der römischen Kaiserzeit und der Völkerwanderungszeit in Mitteldeutschland, er leitete aber auch zahlreiche Forschungs- und Rettungsgrabungen und untersuchte dabei Fundplätze, die von der Jungsteinzeit bis ins Mittelalter reichten. Hervorzuheben sind hier vor allem die bronzezeitlichen Fundplätze von Burgkemnitz und Bösenburg.
Schmidt war mit der Archäologin Erika Schmidt-Thielbeer (1927–2011) verheiratet. Er starb im Oktober 2014, fünf Tage vor seinem 90. Geburtstag.

## Schriften
- Die späte Völkerwanderungszeit in Mitteldeutschland (= Veröffentlichungen des Landesmuseums für Vorgeschichte in Halle. Band 18). Niemeyer, Halle 1961.
- Die späte Völkerwanderungszeit in Mitteldeutschland. Katalog (Südteil) (= Veröffentlichungen des Landesmuseums für Vorgeschichte in Halle. Band 25). Deutscher Verlag der Wissenschaften, Berlin 1970.
- mit Günter Göricke: Bodendenkmäler im Kreis Wittenberg. Kreis Wittenberg, Wittenberg 1975.
- Die späte Völkerwanderungszeit in Mitteldeutschland. Katalog. Nord- und Ostteil (= Veröffentlichungen des Landesmuseums für Vorgeschichte in Halle. Band 29). Deutscher Verlag der Wissenschaften, Berlin 1976.
- mit Erhard Schröter: Hünengräber, Burgen und Steinkreuze am Unterlauf der Saale (= Veröffentlichungen zur Heimatgeschichte.) Museum Schloss Bernburg, Bernburg 1976.
- mit Otto Marschall und Helmuth Lohmeier: Vor Jahrtausenden im Mansfelder Land. Heimatmuseum Eisleben, Eisleben 1980.
- Die münzdatierten Grabfunde der spätrömischen Kaiserzeit im Mittelelbe-Saale-Gebiet (= Inventaria archaeologica. Band 1). Deutscher Verlag der Wissenschaften, Berlin 1982.
- mit Waldemar Nitzschke: Ein Gräberfeld der Spätlatènezeit und der frührömischen Kaiserzeit bei Schkopau, Kr. Merseburg (= Veröffentlichungen des Landesmuseums für Vorgeschichte in Halle. Band 42). Deutscher Verlag der Wissenschaften, Berlin 1989, ISBN 3-326-00529-6.
- mit Jan Bemmann: Körperbestattungen der jüngeren Römischen Kaiserzeit und der Völkerwanderungszeit Mitteldeutschlands. Katalog (= Veröffentlichungen des Landesamtes für Denkmalpflege und Archäologie Sachsen Anhalt. Band 61). Landesamt für Denkmalpflege und Archäologie Sachsen-Anhalt/Landesmuseum für Vorgeschichte, Halle (Saale) 2008, ISBN 978-3-939414-10-0.